# Maison Dinzey
La maison Dinzey, dit Le Brigantin, est située à Gustavia dans l'île de Saint-Barthélemy. La maison, le mur de clôture, les jardins, la cour en terrasse et les dépendances sont protégés au titre des Monuments historiques.

## Historique
Cette maison fait l’objet d’une inscription au titre des monuments historiques depuis le 17 avril 1990.

## Présentation
Cette maison, construite vers 1820, est l’une des rares rescapées du grand incendie du 2 mars 1852. Elle est en très bon état, à l’intérieur comme à l’extérieur, grâce à une restauration soignée entreprise par son propriétaire actuel qui est aussi consul honoraire de Suède.